# Dolní Egypt

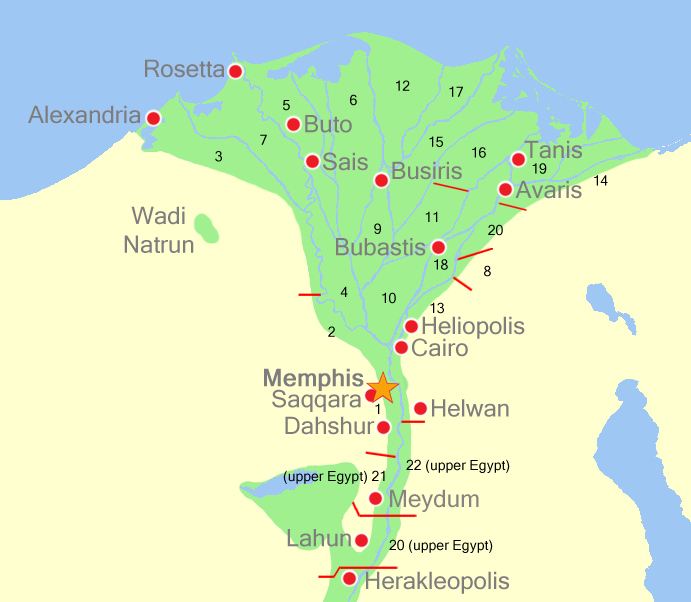
Mapa znázorňující nomy Dolního Egypta a významná místa osídlení

Dolní Egypt je území na severu Egypta, tvořená deltou Nilu a částí nilského údolí. Na jihu toto území přibližně končilo u Atfíku. Toto území se též nazývalo Kemet (Černá země) podle černého úrodného bahna. Dřívější badatelé předpokládali, že v době před sjednocením Egypta byl Dolní Egypt jednotným samostatným královstvím a že jednotný stát byl založen jeho dobytím hornoegyptským panovníkem; tato teorie je ovšem dnes pokládána za jen málo pravděpodobnou. Vzhledem k přístupu ke Středozemnímu moři, pronikalo na toto území více cizích vlivů než na území Horního Egypta.

## Království Dolního Egypta

### Vznik
Potřeba spolupráce při každoroční snaze, co nejlépe využít nilské záplavy pro zúrodnění a zavlažování polí, vedla ke vzniku kmenových svazů, z nichž později vzniklo království Horního Egypta a království Dolního Egypta.
Království Dolního Egypta v hieroglyfech:
| S3 | L2 · X1 | I13 |

### Hlavní město
Historické hlavní město Peruadžet (řecky Bútó) bylo původně tvořeno dvojměstími Pe a Dep. Název Peruadžet znamená "Dům Vadžety", což bylo ochranné božstvo království Dolního Egypta kobří bohyně Vadžet).
Dnes se na tomto místě nachází archeologická lokalita Tell el-Faraín („Pahorek faraonů“).

### Znaky panovníka a země
Panovník Dolního Egypta nosil červenou korunu, mající vpředu vztyčenou kobru. Dalšími hieroglyfickými znaky země byla rostlina papyrusu a včela a znázornění kobří bohyně Vadžet.

### Sjednocení Horního a Dolního Egypta
Území Dolního a Horního Egypta sjednotil historicky nedoložený král Meni (ztotožňovaný někdy s Narmerem nebo Hor-Aha).
Za jeho panování byl hlavním městem hornoegyptský Cinew (řecký název je This). Meni založil také město Inebew-hedž (staroegyptsky Bílé zdi), které bylo později přejmenováno na Mennofer podle názvu blízké pyramidy panovníka Pepiho I., jejíž název byl Men nefer Pepi („Pepiho krása trvá“). Řecky se toto město nazývá Memphis.
Panovník po sjednocení nosil sjednocenou korunu Horního a Dolního Egypta.